# Le Grill
Le Grill de l'hôtel de Paris är en gourmetrestaurang med inspiration från medelhavsköket och där matlagningen görs främst via grillning. Den ligger på åttonde våningen i det femstjärniga lyxhotellet Hôtel de Paris i Monte Carlo i Monaco. Restaurangen ägs av det statliga tjänsteföretaget Société des bains de mer de Monaco. Den drivs av hotellets chefskock, fransmannen Frank Cerutti efter att restaurangens före detta chefskock Patrick Laine tog över en ny restaurang med namnet Ômer i hotellet.
Sedan 2019 har den en Michelinstjärna.